# Wiedemannia impudica
Wiedemannia impudica är en tvåvingeart som först beskrevs av Josef Mik 1880.  Wiedemannia impudica ingår i släktet Wiedemannia och familjen dansflugor. Inga underarter finns listade i Catalogue of Life.